# Mogrus
Mogrus là một chi nhện trong họ Salticidae.